# 노볼리페츠크 스틸
노볼리페츠크 스틸(러시아어: Группа НЛМК, 영어: Novolipetsk Steel, 약칭 NLMK)는 러시아 4대 철강회사 중 하나이다. 러시아 국내 조강 생산에서 NLMK가 차지하는 비중은 약 21%다. 주로 평강제품, 반제품, 전기강 등을 생산한다. NLMK는 또한 특수 코팅된 강철과 높은 전도성 및 마이크로 합금 강철을 생산한다.